# Clara Biller
Clara Biller, Pseudonym Peter Taren; (* 1831 in Breslau; † 8. März 1900 in Dresden) war eine deutsche Porträt- und Genremalerin, Journalistin und Schriftstellerin.

## Leben
Biller erhielt ihre erste künstlerische Ausbildung wahrscheinlich in Breslau. Sie war 1864–1869 als Schülerin von Léon Cogniet, Thomas Couture und Charles Chaplin in Paris. Ab 1869 war sie in Spanien und Marokko und 1870 fand eine weitere Parisreise statt. Um 1883 war Biller als Journalistin und Schriftstellerin in München, 1886 und 1889 erneut in Paris. Ab spätestens 1898 war sie in Dresden ansässig.

## Werke
- Les morts de la mère n’ayant reçu ni fleur ni couronne s’élèvent et se plaignent quand le jour tombe, 1864, Kohlezeichnung, Verbleib unbekannt (Biller 1901, S. 21f.)
- Die Engelsküche des Hl. Diego von Alcala nach Bartolomé Esteban Murillo, 1866, Verbleib unbekannt (ebd., S. 29, 120)
- Señorita Paz und Anderes Reissner, Dresden und Leipzig 1896.
- Briefe aus Paris und Spanien 1864–1870. Reissner, Dresden und Leipzig 1901. Digitalisat
- Die Andre. Roman. Reissner, Dresden und Leipzig 1898.
- Ein spanischer Shakespeare-Kritiker. In: Jahrbuch der Deutschen Shakespeare-Gesellschaft 1871, S. 301–320. (Digitalisat)